# Theta Columbae
Theta Columbae (79 Columbae) é uma estrela na direção da constelação de Columba. Possui uma ascensão reta de 06h 07m 31.63s e uma declinação de −37° 15′ 10.5″. Sua magnitude aparente é igual a 5.00. Considerando sua distância de 762 anos-luz em relação à Terra, sua magnitude absoluta é igual a −1.84. Pertence à classe espectral B8:IV.